# 骨法伝説夢必殺拳
『骨法伝説夢必殺拳』（こっぽうでんせつゆめひっさつけん）は、永井豪作（堀辺正史監修）の漫画作品。

## 概要
『月刊少年マガジン』（講談社）に1987年1月号から8月号まで連載された。
武道の骨法をテーマに、古代日本『邪馬台国』の時代を骨法少年『夢火古（ゆめひこ）』が火神子（ひみこ）と弟彦（おとひこ）を守りながら、様々な敵と戦うストーリー。
本作では「骨法は日本固有の格闘技」という堀辺正史の主張を全面的に取り入れ、弥生時代から骨法が存在したという設定になっている。ただし骨法が日本固有の格闘技であるかどうかは異論があり、かつ堀辺自身も骨法の起源は奈良時代だと主張している。詳細は骨法 (格闘技)の項目を参照。また主人公が使う骨法の技は、当時存在したと思われる骨法を復元したものではなく、堀辺正史が創作した「近代骨法」の技を用いている。

## 登場人物
夢火古
主人公。祖父から骨法を叩き込まれて育った史上最強の達人。火神子を狙う敵と骨法で戦う。
火神子
優れた霊能力を持つ巫女。大蛇王に占いを依頼されて邪馬台国で占いをする事で事件が起こってしまう。
弟彦
火神子の実弟。夢火古に憧れて行動を共にする。
夢麻呂
夢火古の父で、骨法の達人。火神子の護衛についたが、事件に巻き込まれ命を落とす。
大蛇王
邪馬台国の王で、火神子の占いに反発して火神子を捕えて殺そうとする。
八大戦士
大蛇王に仕える八人の戦士達。ヤマタノオロチがモチーフ。